# Theresa Frostad Eggesbø
Theresa Frostad Eggesbø, aussi connue sous le nom de Resa Saffa Park, est née le 27 septembre 1997 à Oslo, en Norvège.
C'est une actrice, mannequin, personnalité de la télévision, chanteuse, musicienne, influenceuse des réseaux sociaux et entrepreneuse norvégienne,.

## Biographie
Theresa a fréquenté l'école secondaire Live Oak High School, en Californie, où elle a obtenu son diplôme d'études secondaires. Après cela, elle a déménagé au Royaume-Uni, où elle a obtenu son diplôme du Liverpool Institute for Performing Arts.

## Filmographie
- 2015 : Skam : Sonja (Saison 3)
- 2017 : The Comet[3].
- 2018 : November (court-métrage) : Anna [4]
- 2020-2023 : Ragnarök, série télévisée diffusée sur Netflix : Saxa.

## Création musicale
En 2016, Théresa Frostad Eggesbø étudie la musique POP au LIPA (Liverpool Institute for Performing Arts) où elle développe un intérêt pour les genres soul et jazz.  
Au cours de ses études, elle a sorti les singles Sassy et God Is Drunk. 
En 2020, elle a sorti son premier EP Dumb & Numb sur le label indépendant norvégien Toothfairy.  
En 2022, elle sort l'EP Spaces composé de neuf chansons par l'intermédiaire de la maison de disques norvégienne Propeller et Unity Group (Paris).
Elle utilise l'alias Resa Saffa Park pour ses créations musicales.